# 臥龍點睛
『臥龍點睛』（がりょうてんせい）は、陰陽座の6枚目のオリジナルアルバム。2005年6月22日にキングレコードから発売された。

## 概要
シングル曲「甲賀忍法帖」を中心に製作されたアルバム。瞬火曰く「今までのどのアルバムよりも密度の濃いものになった」という。

## 収録曲
1. 靂（かみのふるめき） [4:31]
作詞・作曲：瞬火
  - 「靂」とは「雷」の意。
2. 龍の雲を得る如し [4:31]
作詞・作曲：瞬火
  - ミディアムテンポな歌謡曲風のナンバー。
3. 彷徨える [4:14]
作詞・作曲：瞬火
4. 甲賀忍法帖（こうがにんぽうちょう）[4:03]
作詞・作曲：瞬火
  - 10thシングルの表題曲。UHF系アニメ『バジリスク 〜甲賀忍法帖〜』オープニングテーマ。
5. 不知火（しらぬい） [4:06]
作詞・作曲：瞬火
6. 鬼ころし [3:21]
作詞・作曲：瞬火
7. 月花（げっか） [4:39]
作詞：黒猫、作曲：招鬼
8. 蛟龍の巫女（みずちのみこ） [5:21]
作詞：瞬火、作曲：黒猫
9. 組曲「義経」〜悪忌判官（くみきょくよしつね あっきほうがん）[5:17]
作詞・作曲：瞬火
  - 7thシングルの表題曲。組曲「義経」の第1章。
10. 組曲「義経」〜夢魔炎上（くみきょくよしつね むまえんじょう） [13:48]
作詞・作曲：瞬火
  - 8thシングルの表題曲。組曲「義経」の第2章。
11. 組曲「義経」〜来世邂逅（くみきょくよしつね らいせかいこう） [4:54]
作詞・作曲：瞬火
  - 9thシングルの表題曲。組曲「義経」の最終章。
12. 我が屍を越えてゆけ [5:23]
作詞・作曲：瞬火